# 1152 Pawona
Pawona (asteróide 1152) é um asteróide da cintura principal com um diâmetro de 15,69 quilómetros, a 2,323214 UA. Possui uma excentricidade de 0,042922 e um período orbital de 1 381,33 dias (3,78 anos).
Pawona tem uma velocidade orbital média de 19,11709134 km/s e uma inclinação de 5,08146º.
Esse asteróide foi descoberto em 8 de Janeiro de 1930 por Karl Reinmuth.